# Antônio de Melo Machado
Antônio de Melo Machado (Maceió, 20 de abril de 1878 — Rio de Janeiro, 14 de junho de 1950) foi um político brasileiro. Exerceu o mandato de deputado federal constituinte por Alagoas em 1934.